# Sextet (album de Carla Bley)
Pour les articles homonymes, voir Sextet (homonymie).
Albums de Carla Bley
Night-Glo
(1985) Duets
(1988)
Sextet est un album de la pianiste et compositrice de jazz américaine Carla Bley, sorti en 1987 chez Watt/ECM.
Après avoir beaucoup joué en grande formation, Carla Bley a monté un sextet sans cuivre qui a fait des tournées notamment en Europe.
Le critique Richard S. Ginell, dans une critique pour Allmusic, a écrit au sujet de l'album : « le son est soigné et clair, tout à fait conforme ce qu'on attend d'un album ECM ».

## Liste des pistes
Toute la musique est composée par Carla Bley.
| No | Titre                        | Durée |
| -- | ---------------------------- | ----- |
| 1. | More Brahms                  | 7:31  |
| 2. | Houses and People            | 7:26  |
| 3. | The Girl Who Cried Champagne | 6:08  |
| 4. | Brooklyn Bridge              | 6:35  |
| 5. | Lawns                        | 7:06  |
| 6. | Healing Power                | 6:22  |

## Personnel
- Carla Bley : orgue, synth. bass (sur Houses and People)
- Larry Willis : piano
- Hiram Bullock : guitare, guitare basse (sur Brooklyn Bridge)
- Steve Swallow : guitare basse
- Victor Lewis (en) : batterie
- Don Alias : percussion